# IBC Vehicles

Logo

Die IBC Vehicles Ltd. aus Luton  ist ein ehemaliger Automobil- und Nutzfahrzeughersteller, der 1987 als ein Joint-Venture zwischen der Vauxhall Motors Ltd. mit einer 60-prozentigen Beteiligung und der Isuzu Jidōsha k.k. mit einer 40-prozentigen Beteiligung gegründet wurde. Das Unternehmen fungierte als Nachfolger der Bedford Vehicles Ltd. Das im Unternehmensnamen verwendete Akronym IBC stand für Isuzu Bedford Company. Die GM Manufacturing Luton Ltd. trat 1998 deren Unternehmensnachfolge an.
Das Werk war insbesondere für die Produktion des Vauxhall Astra Combo wie auch des leicht abgeänderten Opel Kadett Combo bekannt. Hinzu kamen der Vauxhall Frontera sowie dessen europäische Marktversion Opel Frontera, und der Opel Campo / Vauxhall Brava / Holden Campo. An die Stelle der Combo-Schwestermodelle trat in den Mittneunzigern schließlich der Opel Sintra / Vauxhall Sintra.
Das Werksgelände der IBC Vehicles umfasste eine Gesamtfläche von 378.000 m³, auf der insgesamt 2088 Arbeitnehmer beschäftigt waren. Jährlich stellte IBC Vehicles 124.000 Fahrzeuge für den europäischen Markt her. 1996 kam Renault als Kooperationspartner hinzu. Jedoch wurde vor dem Ausstieg Isuzus kein Fahrzeug der französischen Marke aufgelegt. Stattdessen begann die Entwicklung des Gemeinschaftsmodells Opel Vivaro das aber erst im Herbst 2000 beim Nachfolgeunternehmen in Serienproduktion ging.